# مسکاردن
مسکاردن (به اسپانیایی: Moscardón) یک شهرستان در اسپانیا است که در استان تروئل واقع شده‌است.

## خصوصیات
مسکاردن ۲۶ کیلومترمربع مساحت و ۵۱ نفر جمعیت دارد.